# 馬賈 (提契諾州)

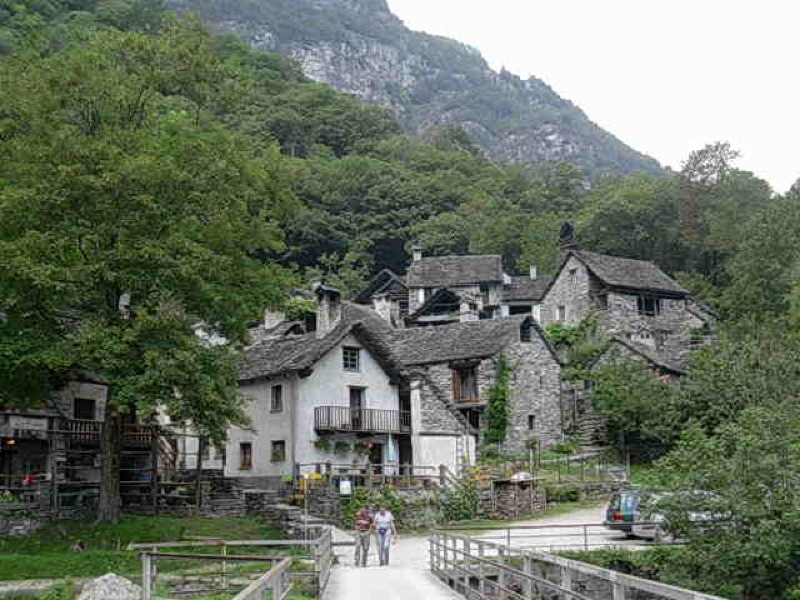

馬賈是瑞士的城鎮，位於該國南部，由提契諾州負責管轄，面積111.09平方公里，海拔高度372米，2011年人口2,464，八成人口信奉羅馬天主教，人口密度每平方公里22人。

## 外部連結
- Official website （意大利文）